# Magdeburgs universitet

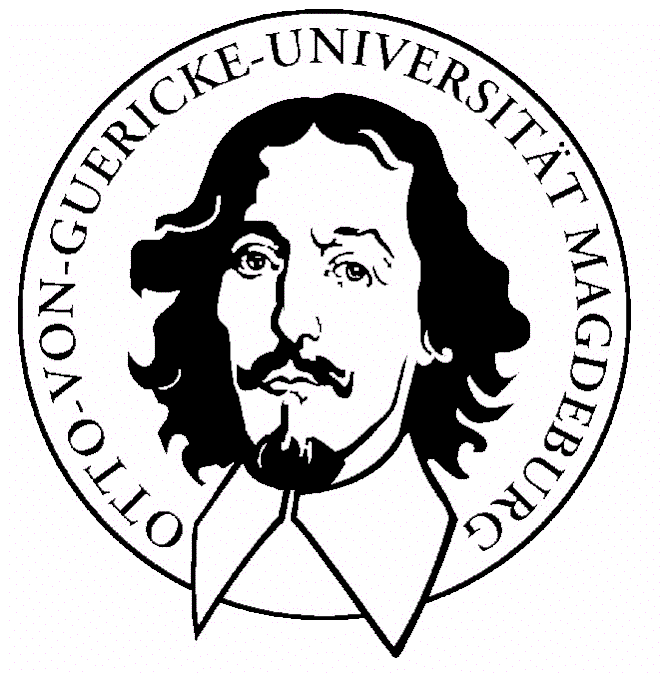

Otto-von-Guericke-universitet ligger i Magdeburg, Tyskland. Universitetet har ungefär 13 000 studenter och grundades 1993, det tog sitt namn efter Magdeburgs mest kände person, Otto von Guericke.

## Struktur
Lärosätet är indelar i nio olika fakulteter:
1. Fakultät für Maschinenbau - Fakulteten för maskinkonstruktion
2. Fakultät für Verfahrens- und Systemtechnik - Fakulteten för metod och systemteknik
3. Fakultät für Elektrotechnik und Informationstechnik - Fakulteten för elektro och informationsteknik
4. Fakultät für Informatik - Fakulteten för informatik
5. Fakultät für Mathematik - Fakulteten för matematik
6. Fakultät für Naturwissenschaften - Fakulteten för naturvetenskap
7. Medizinische Fakultät - Medicinska fakulteten
8. Fakultät für Geistes- Sozial- und Erziehungswissenschaften - Fakulteten för ande- social och fostringsvetenskap
9. Fakultät für Wirtschaftswissenschaft - Fakulteten för Ekonomi